# Alemanha no Festival Eurovisão da Canção 2011
A Alemanha foi a grande vencedora do Festival Eurovisão da Canção 2010, e obteve assim a honrra de organizar o festival.

## Selecção Nacional
A Alemanha foi o primeiro país a anúnciar o seu representante. O seu artista que representará o país será novamente a representante e vencedora da edição de 2010, Lena Meyer-Landrut. Para escolher uma música para Lena, a estação televisiva alemã realizará uma final, intitulada de Unser Star fur Lena (uma canção para a Lena).